# Personenverbandsstaat

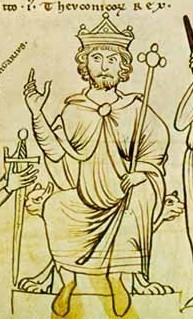
L'imperatore Ottone I di Sassonia in una miniatura del XIII secolo

Col termine Personenverbandsstaat si intende un concetto della storiografia tedesca utilizzato per indicare una forma statale tipica dell'alto e pieno Medioevo. Giovanni Isabella lo definisce come «un organismo statale costituito dai rapporti, più o meno istituzionali, fra gruppi di persone detentori di poteri».

## Storia del concetto

### Origine
Questo concetto, nato nell'epoca del nazionalsocialismo, «era legato all'idea che l'aristocrazia germanica fosse portatrice in sé di potere, e si voleva ribadire l’idea che l’impero tedesco del medioevo doveva essere considerato uno Stato, anche se era caratterizzato da strutture diverse da quelle dello Stato moderno». Il primo a sviluppare l'idea del Personenverbandsstaat  fu Theodor Mayer, che lo contrappose all'"Institutioneller Flächenstaat” (traducibile in "stato territoriale istituzionalizzato") dei tempi moderni, in cui il governo si esercita con l'aiuto delle istituzioni pubbliche e in un territorio coerente. Questo approccio fu sostenuto da Gerd Tellenbach nel 1940 e da Walter Schlesinger nel 1941, fissando così l'immagine del dopoguerra per molto tempo. La loro interpretazione si era quindi spostata da una visione più antica del diritto e della costituzione, nonché delle istituzioni sovrapersonali, rivelatasi anacronistica, a una prospettiva basata sul principio personale di governo, secondo il quale lo Stato era formato da legami personali basata sulla lealtà e fedeltà a un leader, nonché sui legami personali avevano formato lo Stato. Secondo Theodor Mayer «i Personenverbandsstaaten [...] potevano essere rapidamente portati a una maggiore influenza da leader eccezionali che trovavano un Gefolgschaft formando una comunità, ma la loro esistenza era anche legata all'efficacia di questi leader. I grandi Personenverbandsstaaten erano sostenuti e guidati da uomini di genio che a volte riescono a creare una comunità che va oltre la loro vita e una tradizione duratura». Secondo Anne Christine Nagel, vennero ampiamente riprese le teorie giuridiche contemporanee di Carl Schmitt ed Ernst Rudolf Huber.

### Sviluppi e critiche posteriori
La prima critica a questa "immagine spettrale", che descriveva anche la lealtà come un tratto tipico del "popolo" germanico rispetto all'antichità romana, fu sollevata dallo storico ceco František Graus nel 1959, quando dimostrò dalle fonti che la lealtà non era un comportamento limitato ai popoli germanici. Nel frattempo, gli storici più giovani sostituirono il termine nella medievistica con altri termini o denominazioni. La controversia tra Johannes Fried e Hans-Werner Goetz negli anni '80 riguardava le idee del periodo carolingio dietro il termine regnum, e in che misura fosse definibile stato transpersonale. Nella ricerca sulla formazione dei gruppi e sulla coscienza di gruppo nel X secolo, Gerd Althoff ha pubblicato nuove prospettive di ricerca nel 1990 (Verwandte, Freunde und Getreue) e nel 1992 (Amicitiae und Pacta): secondo lo studioso, i legami di parentela e di amicizia-cooperazione tra i nobili erano di rango superiore ai legami con il sovrano ed i doveri al re passavano in secondo piano. Questi legami erano ulteriormente rafforzati da un giuramento religioso (Einung, in latino coniuratio).

#### Keller e il regno ottoniano
Nella sua analisi dell'ordine politico del regno ottoniano, Hagen Keller gli attribuì un sistema di governo policentrico. Un conteggio delle corti reali (Königshöfe), così come delle proprietà reali (Königsgut), delle tasse, dei dazi doganali e delle altre entrate non descrive adeguatamente l'ordine statale e le possibilità di organizzazione politica nei secoli X e XI. Il metro di misura per le conquiste dei sovrani ottoniani non era l'acquisizione e l'aumento del potere, ma la loro funzione di integrazione. Secondo Keller, la regalità aveva il compito di integrare i domini aristocratici individuali «attraverso l'organizzazione dei rapporti personali e conferendo loro la qualità di un ordinamento giuridico e di governo».